# Галеевка (Шумячский район)
Галеевка — деревня в Шумячском районе Смоленской области России. Входит в состав Надейковичского сельского поселения. Население — 10 жителя (2023 год).
Органы местного самоуправления: Галеевский совет депутатов.  
Состав:
Кладко Богдан Денисович 
Кузнецов Никита Александрович. 
Расположена в юго-западной части области в 33 км к западу от Шумячей, в 28 км северо-западнее автодороги А101 Москва — Варшава («Старая Польская» или «Варшавка»), на берегу реки Крапивна. В 30 км юго-восточнее деревни расположена железнодорожная станция Осва на линии Рославль — Кричев.
Название деревни связано с фамилией Галеевцевы.

## История
Бывшая деревня Мстиславского воеводства, Великого Княжества Литовского.
25 марта 1918 года согласно Третьему Уставу Галеевка была провозглашена частью Белорусской Народной Республики. 1 января 1919 года согласно постановлению I съезда Коммунистической партии Беларуси она вошла в состав Белорусской ССР, но 16 января Москва вместе с другими этнически белорусскими территориями приняла село в состав РСФСР.
В годы Великой Отечественной войны деревня была оккупирована гитлеровскими войсками в августе 1941 года, освобождена в сентябре 1943 года.